# Jan Egge Sedelies

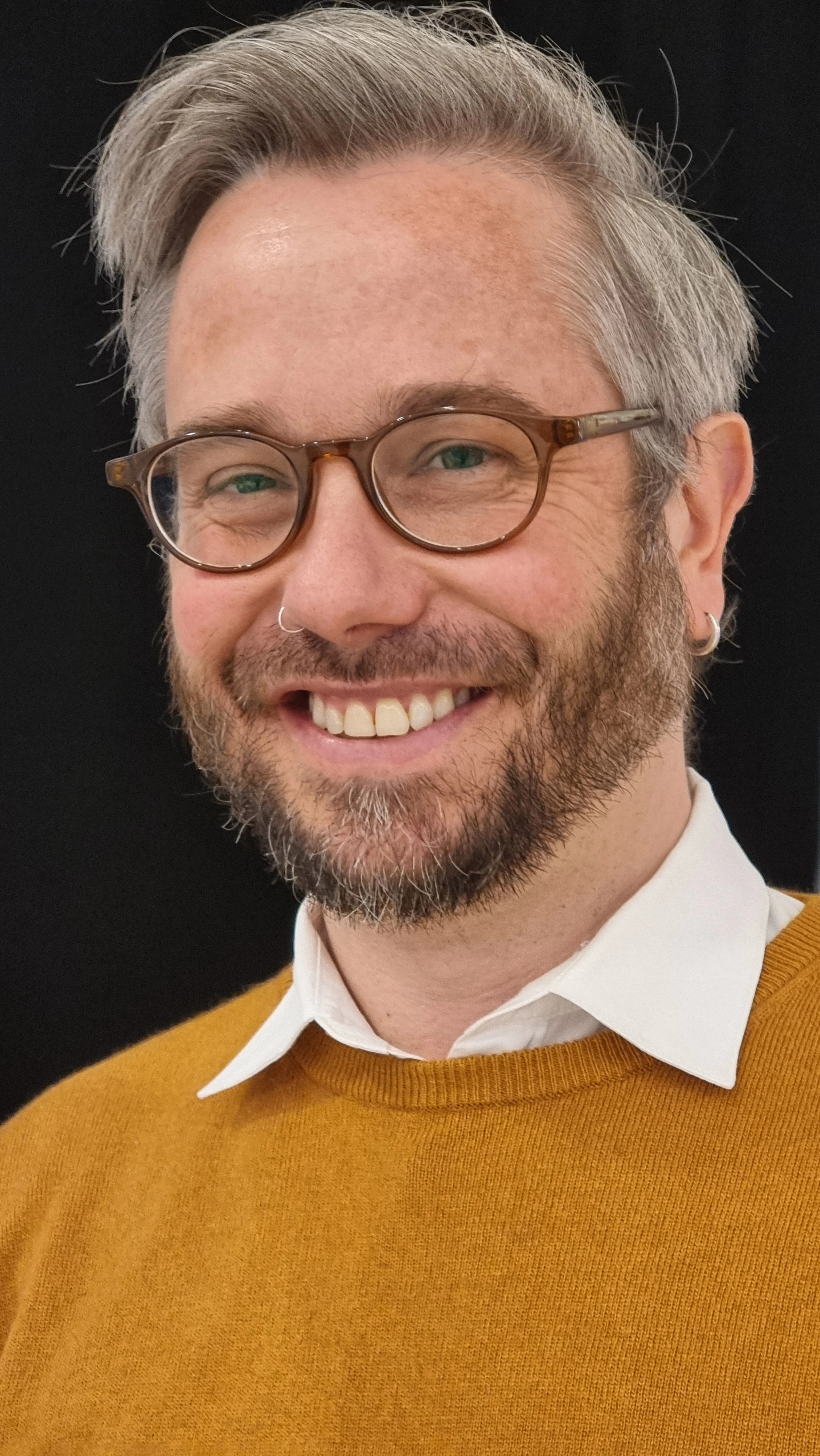
Jan Egge Sedelies (2024)

Jan Egge Sedelies (* 16. September 1980) ist ein deutscher Journalist, Moderator, Musiker, Schriftsteller sowie Literaturveranstalter. Er war Co-Organisator der deutschsprachigen Poetry-Slam-Meisterschaften 2017 in Hannover.

## Leben
Jan Egge Sedelies wuchs in Eggesin und Lehrte auf und zog nach seinem Schulabschluss am Wirtschaftsgymnasium 2000 nach Hannover. Dort absolvierte er eine Ausbildung zum Verlagskaufmann und studierte Soziologie, Geschichte und Politik. Sedelies wohnte in Hannover vor allem in den Stadtteilen Linden und Limmer. Hauptberuflich als Journalist der Tageszeitung Hannoversche Allgemeine Zeitung (HAZ) beschäftigt, schrieb er auch Texte „für Online-Magazine und den politischen Fanzine-Bereich“. Sedelies ist als HAZ-Redakteur zusätzlich für das Redaktionsmarketing zuständig und kümmert sich seit 2012 um Diskussionsforen, Leserfeste und die Spendensammlung der HAZ-Weihnachtshilfe für die Region Hannover. Er ist verheiratet und hat eine Stieftochter.

### Musik
Seit 2006 spielt Sedelies gemeinsam mit dem Musiker Costa Carlos Alexander in der Elektropunk-Band Beatpoeten, die mehrere Tonträger und Podcast-Folgen produzierte.

### Moderation
Seit 2000 moderiert Sedelies Veranstaltungen. wie zum Beispiel das Europafest auf dem Opernplatz Hannover (2019 und 2024), den Abschluss des Beteiligungsprozess Hannover 2030 im Sprengel Museum (2015) und diverse Foren zu stadtgesellschaftlichen Themen. Im wirtschaftlichen Bereich moderierte Sedelies die Verleihungen des Niedersächsischen Wirtschaftspreis (2015 bis 2017), den Niedersächsischen Außenwirtschaftspreis (2018 bis 2019), den Gründerpreis StartUp Impuls (seit 2020), den Wirtschaftsempfang der Stadt Hannover (2019 bis 2020) und diverse Messen der Deutschen Messe von IdeenExpo, CeBIT, Interschutz, Besser Schlafen, TechTide und Micromobility. Sedelies moderierte beim Deutschen Städtetag (2025) und dem Deutschen Stiftungstag (2024) und Feierlichkeiten zu 200 Jahre Sparkasse Hannover, 125 Jahre Madsack Mediengruppe, 130 Jahre Industrieclub Hannover, 40 Jahre Fraunhofer ITEM, 50 Jahre Delta Bau GmbH, 75 Jahre KSG, 75 Jahre Leibniz-Institut für Angewandte Geophysik.
Kulturell moderiert Sedelies seit 2010 den Science Slam in Hannover, seit 2007 das Festival Fährmannsfest und diverse Preisverleihung wie den Niedersächsischen Literaturpreis, Niedersächsischen Integrationspreis oder den Literaturpreis Hannover. Sedelies moderierte in Hannover aber auch die Eröffnung des ZeitZentrum Zivilcourage (2021) und die Eröffnung des Stadtlabors Aufhof (2023). Er moderiert in Hannover regelmäßig den Entdeckertag, das Kinderfest Aktion Sicherer Schulweg und die Weihnachtsmarkteröffnung.

### Eigene Reihen
- Bei der Sachbuchreihe Book:Look im Pavillon wurden 2011 bis 2015 Bücher der Gäste Marc Amann, Deniz Yücel, Katrin Klitzke, Christian Felber etc. vorgestellt.
- Beim Talk in der Oper in der Staatsoper Hannover diskutierten 2024 und 2025 Comedienne Lara Ermer, Autorin Lea Streisand, Terrorexperte Peter R. Neumann, Musiker Oliver Wille, Islamwissenschaftlerin Lamya Kaddor, Jan van Aken etc.
- Bei der Reihe Xchange im Schloss Herrenhausen in Hannover geht es seit 2023 um Themen der Nachhaltigkeit. Zu Gast waren Mikis Rieb von der Niedersächsische Landeszentrale für politische Bildung, Modedesigner Philipp Bree, Modeexpertin Prof. Martina Glomb etc.

## Werke (Auswahl)

### Schriften
- Niemals so ganz, Erstveröffentlichung, Hannover: Zeter und Mordio, Verlag für Nebenwelten, 2005, ISBN 978-3-9809552-3-2 und ISBN 3-9809552-3-0; Inhaltsverzeichnis
- kinetischer sand : Gedichte, Hannover: Wehrhahn-Verlag, 2024, ISBN 978-3-98859-106-7

### Tonträger
- Unterwegs / Beatpoeten, CD (12 cm) mit Booklet (20 S.), [Berlin]: Sprechstation-Verlag, 2008, ISBN 978-3-939055-07-5; Inhaltstext
- Beatpoeten EP, 7'',  [Berlin]: Sprechstation-Verlag, 2010
- Man müsste Klavier spielen können, CD, Schallplatte mit einem Blatt Beileger, Pfinztal: Twisted Chords Tobias Behle, 2012
- #Geheul / Beatpoeten, Schallplatte mit einem Blatt Beileger, Pfinztal: Twisted Chords Tobias Behle, 2016

### Beiträge in Anthologien
- Not Testified: Moderne Mythen, Hannover, Zeter und Mordio, Verlag für Nebenwelten, 2006, ISBN 978-3-9809552-2-5
- Buch oder Bier?, Helmstedt: Blaulicht Verlag, 2012, ISBN 978-3-941552-16-6
- Ver[w]ortungen – Lesebuch Lindener Autorinnen und Autoren, Hannover, Eigenverlag, 2014, ISBN 978-3-941552-31-9

### Beiträge für Kompilationen
- Wortgewitter – Neue Literatur aus Hannover, CD, Hannover: o-ton-records, 2005
- SXXX Compilation, Schallplatte, Hannover: n.UR Releases 080, 2008
- 5 Jahre Atari, Kassette, Leipzig: Jean-Claude Madame, 2013
- Slam Elektro, CD, Paderborn: Lektrora GmbH, 2014
- Plastic Bomb #96, CD, Duisburg: Plastic Bomb Records, 2016